# Gérard de Courcelles
Gérard de Courcelles (Smaragd Marie Charles Henry, comte Jullien de Courcelles à l'état civil), né le 21 mai 1889 dans le 9e arrondissement de Paris, est un pilote automobile français mort le 2 juillet 1927 dans le 15e arrondissement de Paris, à la suite d'un accident sur l'autodrome de Linas-Montlhéry (Essonne). 

## Biographie

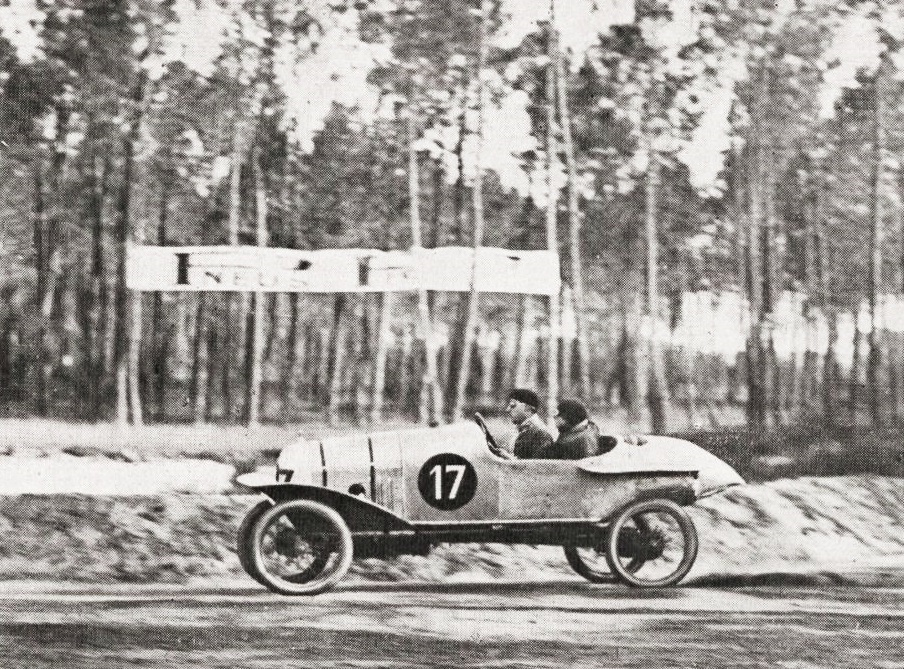
Gérard de Courcelles sur Hinstin au Grand Prix de l'UMF Cyclecars 1921.

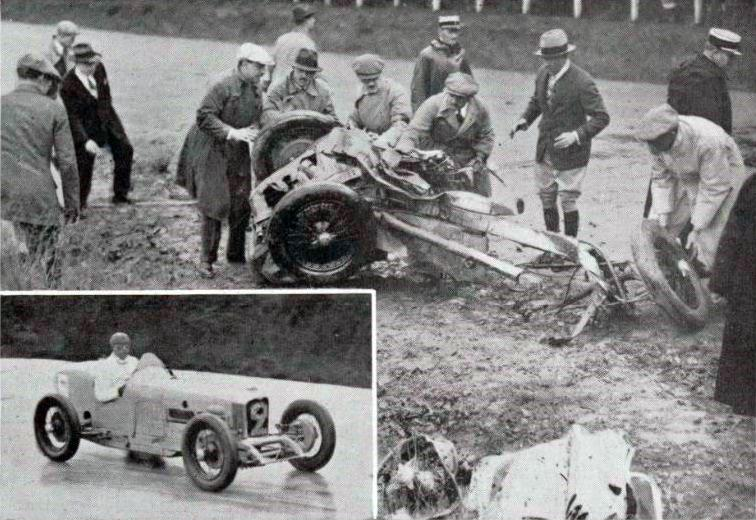
L'accident mortel de Gérard de Courcelles sur Guyot Spécial, avant le Grand Prix de l'ACF 1927.

Il fait ses débuts en 1921 dans la Coupe Georges-Boillot, sur voiture Grégoire. Deux ans plus tard, il obtient la victoire de classe 5,0 l lors des 24 Heures du Mans 1923-
En 1924, il s'impose en catégorie 5 (plus de 4,5 l) au Grand Prix de Guipuscoa sur une Lorraine-Dietrich: toutes les classes ont alors encore chacune un nombre différent de tours à parcourir dans cette épreuve (courses à handicaps spécifiques, disparaissant en 1925). L'année suivante, il termine durant l'été, deuxième des 24 Heures de Spa avec André Rossignol sur Lorraine-Dietrich B3-6. 
Trois semaines auparavant, il a remporté en juin les 24 Heures du Mans 1925 avec ce même Rossignol au volant de la B3-6, dont la motorisation est due à Marius Barbarou.
Il est mort le 3 juillet 1927, lors d'un accident dans une course d'ouverture type Formule libre sur Guyot-Spécial, préliminaire au Grand Prix de l'ACF 1927, sur l'autodrome de Linas-Montlhéry.
Excellent cavalier, il fut aussi un pilote de chasse durant la Première Guerre mondiale, obtenant plusieurs citations et la Médaille militaire. Il fut encore recordman du trajet Paris-Deauville en tourisme.

## Résultats aux 24 Heures du Mans

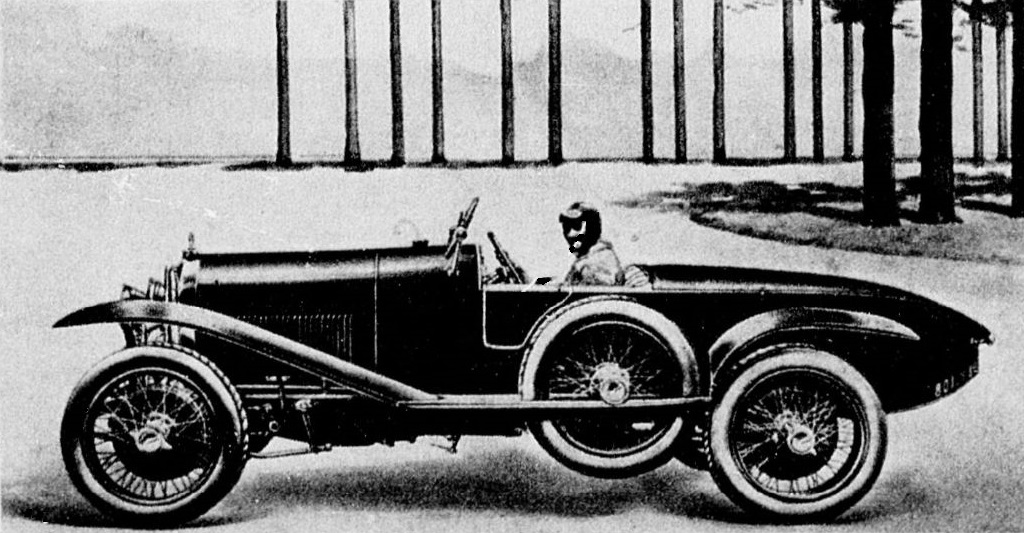
La Lorraine-Dietrich 15 CV de de Courcelles et Rossignol, victorieuse des 24 Heures du Mans 1925.

| Année | Voiture                | Équipe              | Équipiers       | Résultat  |
| ----- | ---------------------- | ------------------- | --------------- | --------- |
| 1923  | Lorraine-Dietrich B3-6 | Pas de nom d'équipe | André Rossignol | 8e        |
| 1924  | Lorraine-Dietrich B3-6 | Pas de nom d'équipe | André Rossignol | 3e        |
| 1925  | Lorraine-Dietrich B3-6 | Pas de nom d'équipe | André Rossignol | Vainqueur |
| 1926  | Lorraine-Dietrich B3-6 | Pas de nom d'équipe | Marcel Mongin   | 2e        |